# Likari
Likari (cyr. Ликари) – wieś w Bośni i Hercegowinie, w Republice Serbskiej, w gminie Srebrenica. W 2013 roku liczyła 194 mieszkańców.